# イオンタウン成田富里
イオンタウン成田富里（イオンタウンなりたとみさと）は、千葉県成田市東町にあるショッピングセンターである。

## 概要
成田駅と京成成田駅から徒歩約10分、敷地の一部は富里市日吉倉に跨っている。2006年（平成18年）に撤退したジャスコ成田店の跡地に建設され、2015年（平成27年）11月19日にオープンした。成田市の中心街や成田山新勝寺からもほど近く、成田空港に近いという場所柄もあり、外国人の買い物客を見込んで、インバウンド対応の取り組みをしている。
なお、成田山新勝寺を挟んだ反対側に位置する、国道408号沿いのウイング土屋地区には、イオンモール成田が存在する。
敷地面積約43,160m2、建物延床面積約28,560m2。店舗数68。

## 沿革
ここでは、合わせて同じ敷地に存在した、旧扇屋ジャスコ時代からの沿革も記載する。
- 1981年（昭和56年）12月16日 - 扇屋ジャスコ成田店開店[2]。
- 2006年（平成18年）8月30日 - 閉店[3]。解体され、更地になる。[要出典]
- 2014年（平成26年）9月下旬 - イオンタウン成田富里店建設開始[4]。
- 2015年（平成27年）11月19日 - イオンタウン成田富里店オープン[1]。

## 交通
鉄道
- 東日本旅客鉄道（JR東日本）成田駅、京成電鉄京成成田駅ともに徒歩約10分[独自研究?]

自動車
- 東関東自動車道成田ICまたは富里ICともに約10分。[独自研究?]